# Флааке, Жером
Жером Флааке (нем. Jerome Flaake; 2 марта 1990, Губен, Германия) — немецкий профессиональный хоккеист, нападающий.

## Биография
Родился в Германии, в городе Губен, в 1990 году. Выступал за различные немецкие команды в молодёжном чемпионате Германии. В сезоне 2007/08 дебютировал в чемпионате Германии за команду «Кёльнер Хайе». В составе кёльнской команды провёл три сезона, отыграл 15 матчей, забросил 8 шайб и отдал 18 голевых передач. В 2010 году также сыграл 2 матча во второй лиге за команду «Фиштаун Пингвинз».
В 2010 году стал игроком команды Высшей лиги «Гамбург Фризерс». За клуб из Гамбурга выступал на протяжении 6 сезонов, в 314 матчах забросил 97 шайб и ассистировал своим партнёрам при взятии ворот соперника 123 раза. В 2016 году Флааке стал игроком мюнхенского «Ред Булла». В сезоне 2016/17 впервые в своей карьере стал чемпионом Германии.
Выступал за молодёжную и юниорскую сборные Германии на чемпионатах мира по хоккею с шайбой. В 2016 году дебютировал на чемпионате мира за основную команду.